# 安娜·努泰泰格雷内
安娜·德米特里耶芙娜·努泰泰格雷内（俄语：Анна Дмитриевна Нутэтэгрынэ，羅馬化：Anna Dmitrievna Nutätägrjnä，1930年8月18日—2020年9月9日），出生于楚科奇雷尔凯皮，苏联楚科奇族政治人物，是楚科奇民族区首任女性执行委员会主席、最高苏维埃民族院代表，亦曾担任苏共奧拉區委第一书记、苏俄北方和北极部委员等职。

## 生平
安娜出生在雷尔凯皮，这是一个位于北极圈外永久冻土之中的村庄，她的姓氏“努泰泰格雷内”在楚科奇语中是“冲过苔原”的意思。安娜早年毕业于北方人民阿纳德尔师范学校（Анадырском педагогическом училище народов Севера），1951年起在苏联共青团楚科奇民族区委工作，1954年任共青团阿纳德尔区委第二书记兼楚科奇民族区区委书记，后升任楚科奇民族区委第一书记，1958年当选苏联共青团第十三届全国代表大会代表。1960年后，安娜在苏联共产党楚科奇民族区党委担任部长、区委第二书记。
1961年8月，安娜当选为楚科奇民族区执行委员会主席，同步当选楚科奇选区的最高苏维埃代表，她是首位担任此职的女性。在任内，安娜推行发展医疗保健的政策，比利比诺核电站、阿纳德尔火力发电站在她任内开始建造。1970年安娜卸任执行委员会主席一职，由莉娜·特涅尔接任，她则到苏共中央高等党校学习。在担任最高苏维埃代表期间，她曾随主席团到访日本，裕仁天皇曾赠给她一个日本瓷娃娃。
1974年，安娜被任命为苏共马加丹州奧拉區委第一书记，但由于与地方官员政见不合，她于1976年被免职。两年后，她赴白令戈夫斯基區担任了一段时间的执行委员会副主席。后当选为俄罗斯苏维埃联邦社会主义共和国北方和北极部（Отдела Севера и Арктики）委员。退休后，安娜寓居于俄罗斯首都莫斯科，2020年9月9日去世。

## 身后
安娜去世后被安葬在莫斯科的米京斯科耶公墓。